# Hans-Georg Schwarzenbeck
Hans-Georg Schwarzenbeck (München, 1948. április 3. –) német világ- (1974) és Európa-bajnok (1972) labdarúgó, az NSZK válogatottjában 44 alkalommal szerepelt. Egész pályafutását egyetlen csapatban a Bayern Münchenben töltötte.

## Pályafutása
Profi labdarúgó pályafutása 1966-tól 1981-ig tartott. A Bayern München színeiben 416 mérkőzésen lépett pályára. Hatszoros német bajnok (1969, 1972, 1973, 1974, 1980, 1981), e mellett háromszor nyerte meg a német kupát  (1967, 1969, 1971) és zsinórban háromszor: 1974-ben, 1975-ben és 1976-ban a BEK serleget sikerült elhódítania, egy alkalommal (1967) pedig a kupagyőztesek Európa-kupáját is megnyerte.
Az NSZK válogatottjában 1971-ben mutatkozott be, előtte két mérkőzésen szerepelt az U23-as csapatban is. Tagja volt az 1972-es Európa-bajnokságon győztes válogatottnak, rá két évre pedig világbajnoki címet szerzett az NSZK-ban rendezett 1974-es világbajnokságon. Részt vett még az 1976-os Eb-n és az 1978-as vb-n is. Előbbin a csehszlovákok elleni döntőben tizenegyesrúgásokkal maradtak alul a németek.

## Sikerei, díjai
Bayern München
Bundesliga
- Győztes: 1968–69, 1971–72, 1972–73, 1973–74, 1979–80, 1980–81

DFB-Pokal
- Győztes: 1966–67, 1968–69, 1970–71

BEK
- Győztes: 1973–74, 1974–75, 1975–76

KEK
- Győztes: 1966–67
- Interkontinentális kupa
- Győztes: 1976

NSZK
Európa-bajnokság
- Győztes: 1972
- Második hely: 1976

Világbajnokság
- Győztes: 1974